# Огаст Бруксбенк
Огаст Філіп Хоук Бруксбенк — перший син принцеси Євгенії і Джека Бруксбенка.Станом на 2024 рік посідає 12 місце в лінії успадкування британського престолу.

## Біографія
Огаст народився 9 лютого 2021 року за допомогою кесаревого розтину в Портлендській лікарні у Лондоні. Він став першим внуком Принца Ендрю та Сари Фергюсон.
21 листопада 2021 року його та двоюрідного брата Лукаса хрестили у Королівській каплиці Всіх Святих у Віндзорі.
Вперше публіка побачила Огаста в червні 2022 року на святкуванні платинового ювілею правління королеви Єлизавети 2.